# Neoglaziovia variegata
Neoglaziovia variegata là một loài thực vật có hoa trong họ Bromeliaceae. Loài này được (Arruda) Mez mô tả khoa học đầu tiên năm 1894.

## Hình ảnh

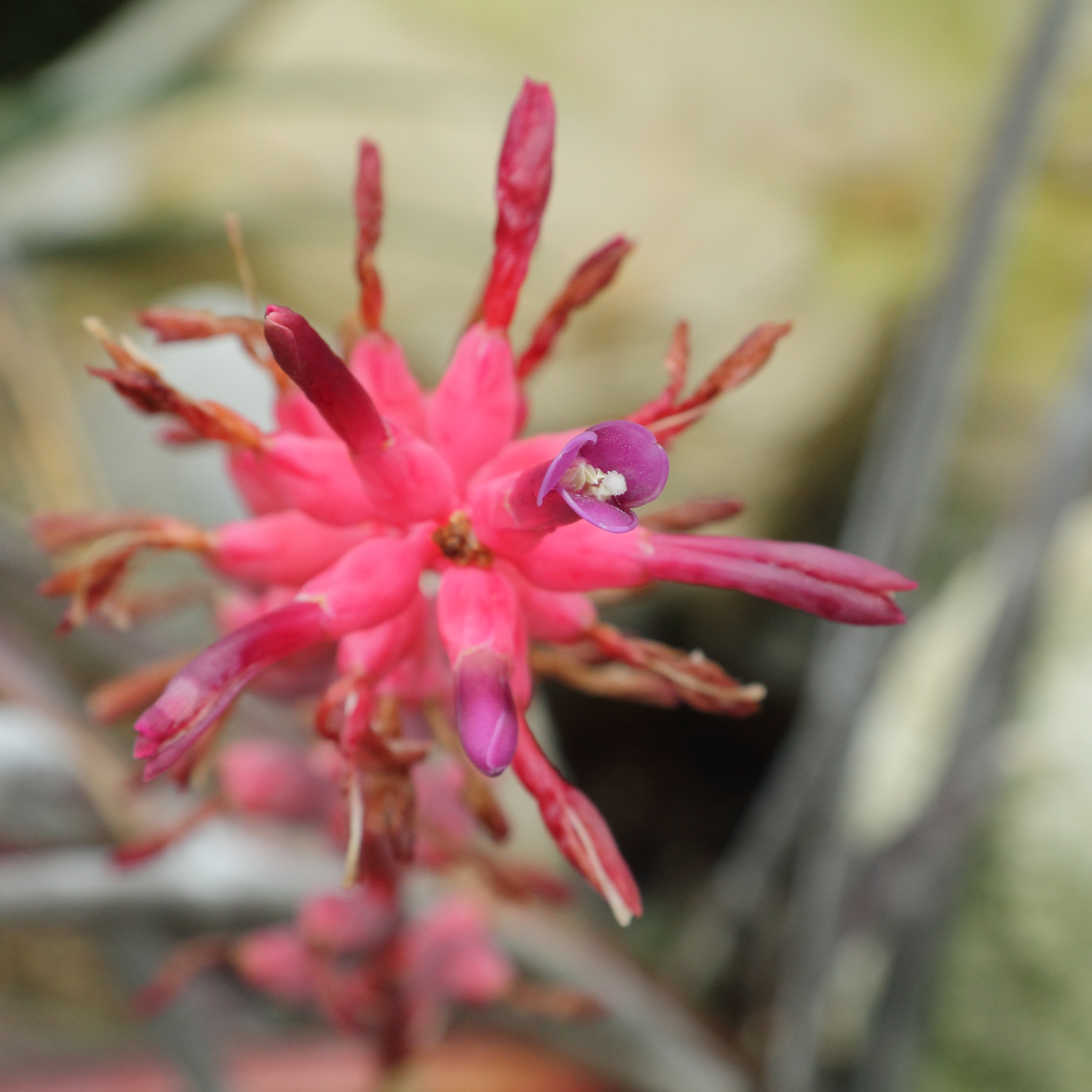
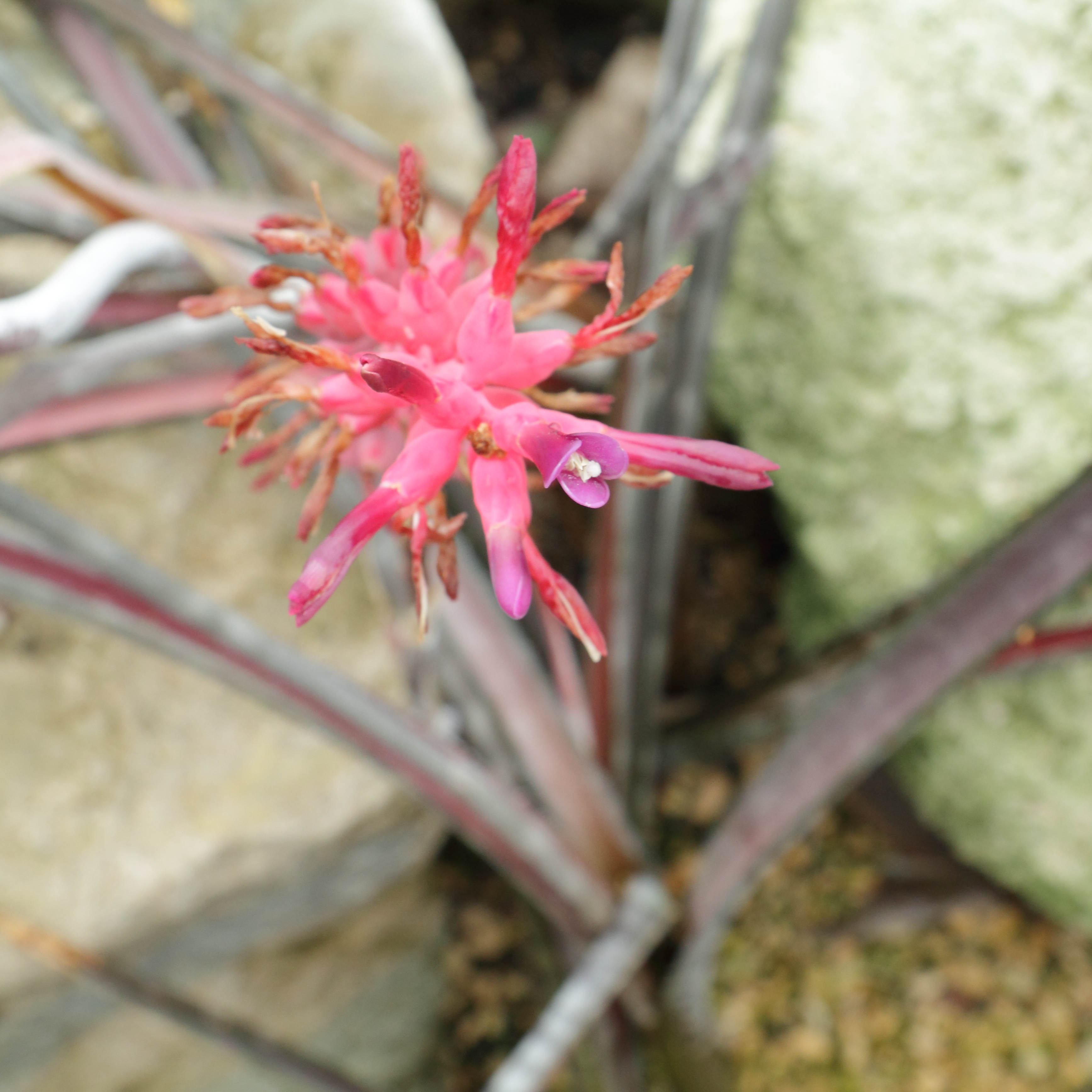
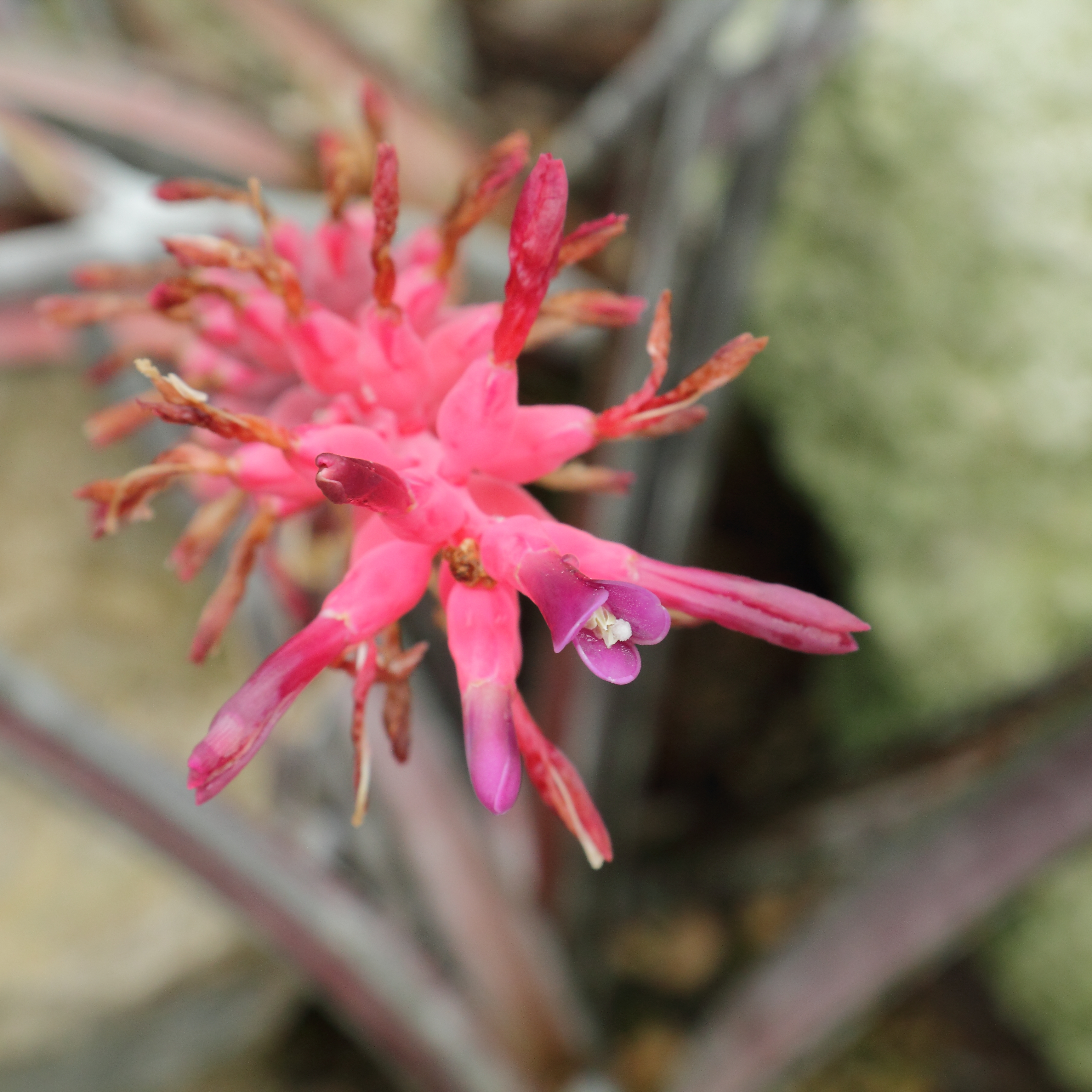